# Шарківщина (Миргородський район)
Шарківщи́на — село в Україні, в Миргородському районі Полтавської області. Населення становить 626 осіб. Входить до складу Ромоданівської селищної громади. Народна назва "Тарапунька".

## Населення

### Мова
Розподіл населення за рідною мовою за даними :
| Мова       | Кількість | Відсоток |
| ---------- | --------- | -------- |
| українська | 612       | 97.76%   |
| російська  | 12        | 1.92%    |
| білоруська | 2         | 0.32%    |
| Усього     | 626       | 100%     |

## Географія
Село Шарківщина знаходиться на лівому березі річки Лихобабівка, вище за течією на відстані 1,5 км розташоване село Конюшеве, нижче за течією на відстані 6 км розташоване село Малинівка. На річці великі загати. 

## Економіка
- Молочно-товарна ферма.

## Об'єкти соціальної сфери
- Будинок культури.

## Релігія
- Церква преображення Господнього, зруйнована / ЦДІАК  127-1012-1033

## Відомі люди
- Зуєнко Іван Семенович — полковник РА, Герой Радянського Союзу.
- Зуєнко Сергій Михайлович (1980—2014) — старший сержант Збройних сил України, учасник російсько-української війни. Командир відділення 93-ї окремої механізованої бригади (Черкаське). Загинув на блок-посту поблизу м. Ясинувата Донецької області під час мінометного обстрілу російськими бойовиками.
- Коваленко Петро Гнатович (19.08.1891 — після 28 листопада 1924) — командир 4-го Запорозького куреня полку ім. Петра Дорошенка Армії УНР; сотник Армії УНР.
- Ткалун Петро Пахомович (1894-1938) — радянський воєначальник, комдив РСЧА.